# 캄니크

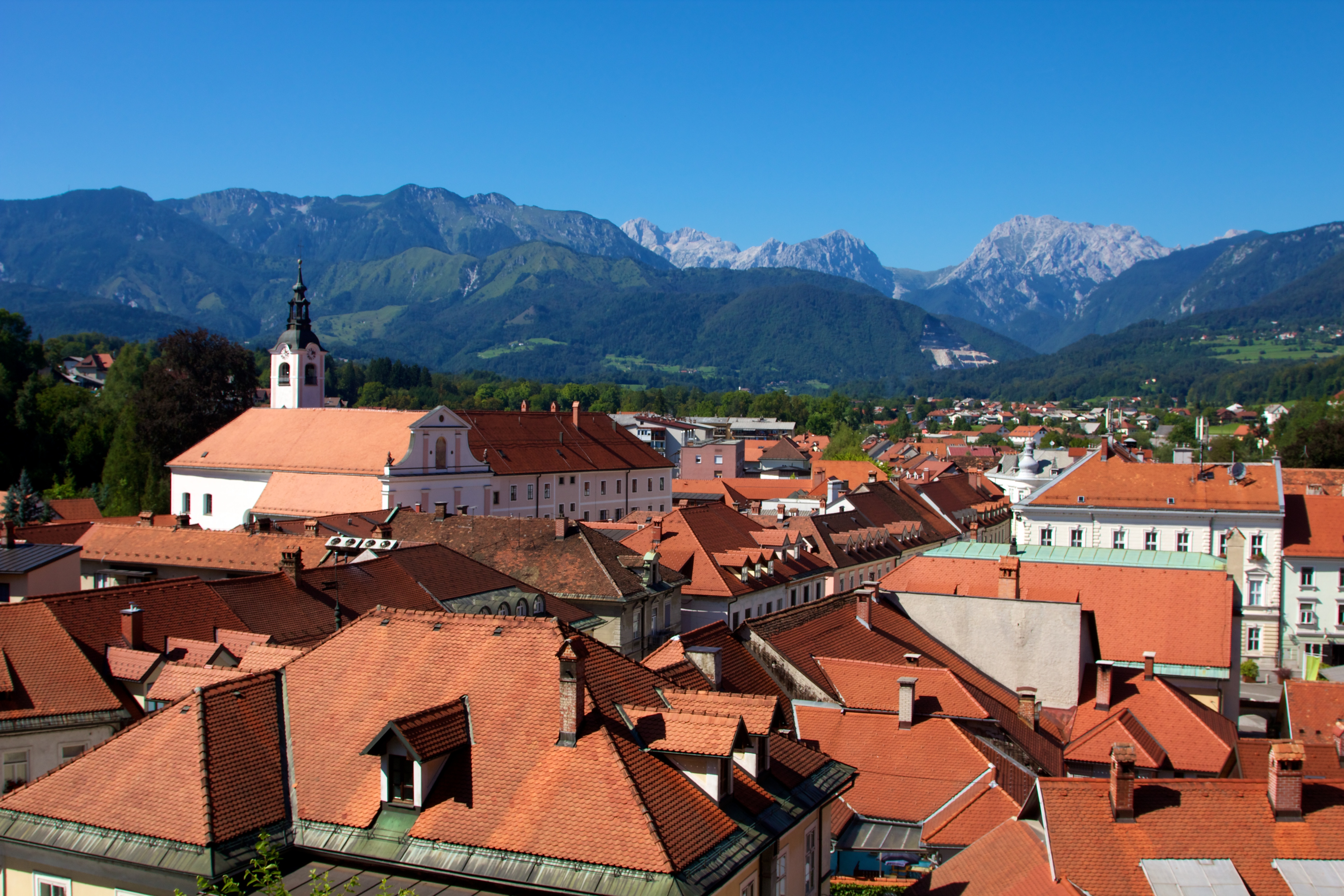
캄니크 구 시가지의 모습

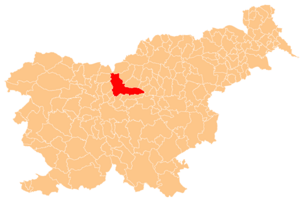
캄니크의 위치

캄니크(슬로베니아어: Kamnik, 독일어: Stein in Oberkrain 슈타인인오버크라인[*])는 슬로베니아 북부에 위치한 도시로 면적은 265.6km2, 높이는 380.5m, 인구는 13,608명(2012년 기준), 인구 밀도는 1,501명/km2이다. 도시의 대부분이 캄니크-사비냐알프스 산맥에 둘러싸여 있으며 시내에는 2개의 성 유적과 역사적인 많은 건축물들이 남아 있다.